# Sobeck von Kornitz

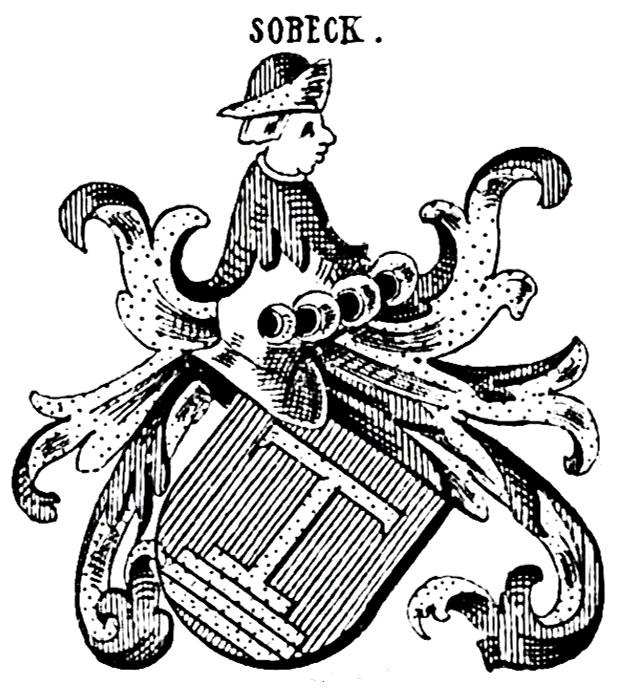
Wappen der Sobeck von Kornitz in Siebmachers Wappenbuch

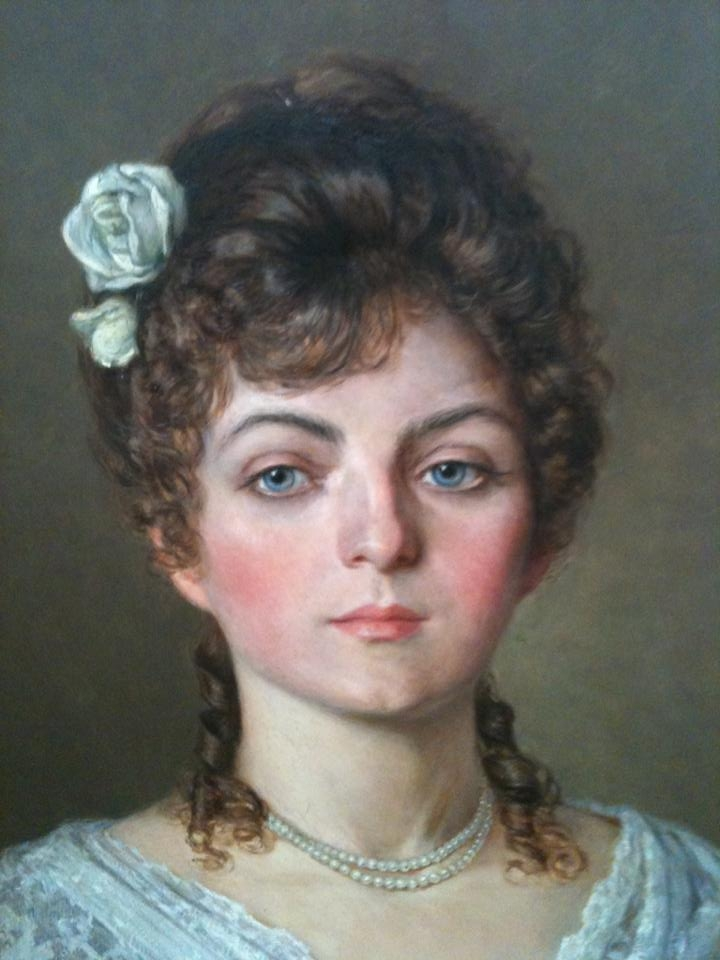
Inna Marie Cristine Baroness von Sobeck-Skal und Kornitz, geb. Somov

Sobe(c)k von Kornitz bzw. Sobeck-Skal und Kornitz ist der Name eines oberschlesischen Uradelgeschlechts, das in den erblichen Freiherren- und Grafenstand erhoben wurde. Die Sobeck fungierten u. a. als Landeshauptleute und Landeskanzler von Teschen, Oppeln, Ratibor, Troppau und Jägerndorf. Ende des 19. Jahrhunderts blühte das Geschlecht noch in Österreichisch-Schlesien und in Altvorpommern.

## Geschichte
Sinapius berichtete von einer uralten russischen Abkunft. Die Sobeck von Kornitz gehören zur polnischen Wappengemeinschaft Herb Kornic, zu der u. a. noch die Kloch von Kornitz und Bestwin, die Gurezky und Kornitz sowie den Rimultowsky und Kornitz gezählt werden. Über die Gurezky und Kornitz ist ein Ursprung von dem in Russland erloschenen fürstlichen Hause Koretzky und den ebenfalls in Schlesien und Polen erloschenen Grafen von Kornitz überliefert. Zunächst nannte sich das Geschlecht der Sobeck von Kornitz ausschließlich Kornitz, möglicherweise nach dem Stammgut Kornitz bei Ratibor. Der polnische Name Sobeck für Sebastian geht auf den legendären Ritter "Sobko de Kornic" zurück, welcher 1337 bei Herzog Kasimir von Teschen in besonderem Ansehen stand und dessen Grabstein sich in der Kirche von Voruba bei Troppau befand. Nach einer Urkunde aus dem Jahre 1561 des Herzogs Wenzel III. gehörten die Sobecks bereits im 15. Jahrhundert zum böhmischen Herrenstand.
Am 27. November 1634 wurde dem ganzen Geschlecht der Freiherrenstand verliehen. Den böhmischen alten Freiherrenstand erlangten am 26. August 1637 in Wien die Brüder Heinrich und Georg Sobeck von Kornitz. Darauf wurde den Sobeck am 30. Oktober 1637 offiziell der böhmischen Herrenstand verliehen. Am 5. Oktober 1659 wurde David Heinrich Freiherr von Sobeck und Kornitz in Preßburg das ungarische Indigenat verliehen. Die Sobeck von Kornitz teilten sich zu Beginn des 18. Jahrhunderts mit den Söhnen des Rudolph Freiherr Sobeck von Kornitz, nämlich Maximilian Heinrich und Karl Heinrich Sobeck von Kornitz in eine freiherrliche und eine gräfliche Linie. Von den Brüdern erlangte Karl Heinrich Sobeck von Kornitz am 18. Oktober 1716 vom Kaiser Karl VI. den Grafenstand. Während die freiherrliche Linie in mehreren Zweigen bis heute fortbesteht, ist die gräfliche Linie 1837 mit Ferdinand Graf von Sobeck im Mannesstamm erloschen.

## Standeserhebungen
- 27. November 1634: Freiherrenstand
- 26. August 1637: böhmischer alter Freiherrenstand
- 30. Oktober 1637: böhmischer Herrenstand
- 5. Oktober 1659: ungarisches Indigenat
- 18. Oktober 1716: Grafenstand

## Wappen
Blasonierung: In Rot auf goldenen Stufen ein goldenes Krückenkreuz (Wappen Kornitz). Auf dem Helm mit rot-goldenen Helmdecken ein rotgekleideter Mannesrumpf mit godgestülpter roter Mütze.

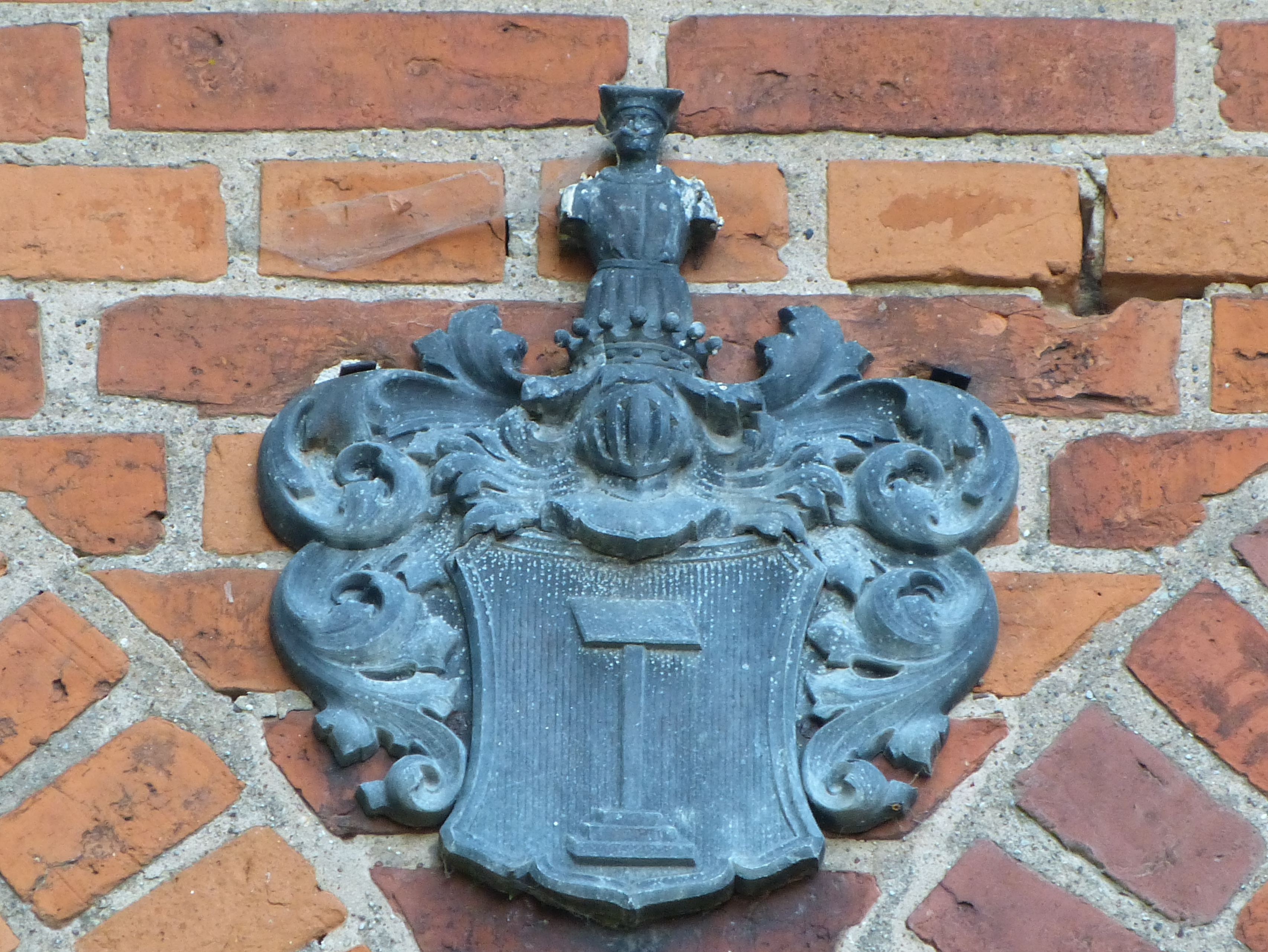
Wappen der Freiherren von Sobeck am Obergeschoss der Ostseite des Kirchturms der Kirche Barkow, Gemeinde Pripsleben
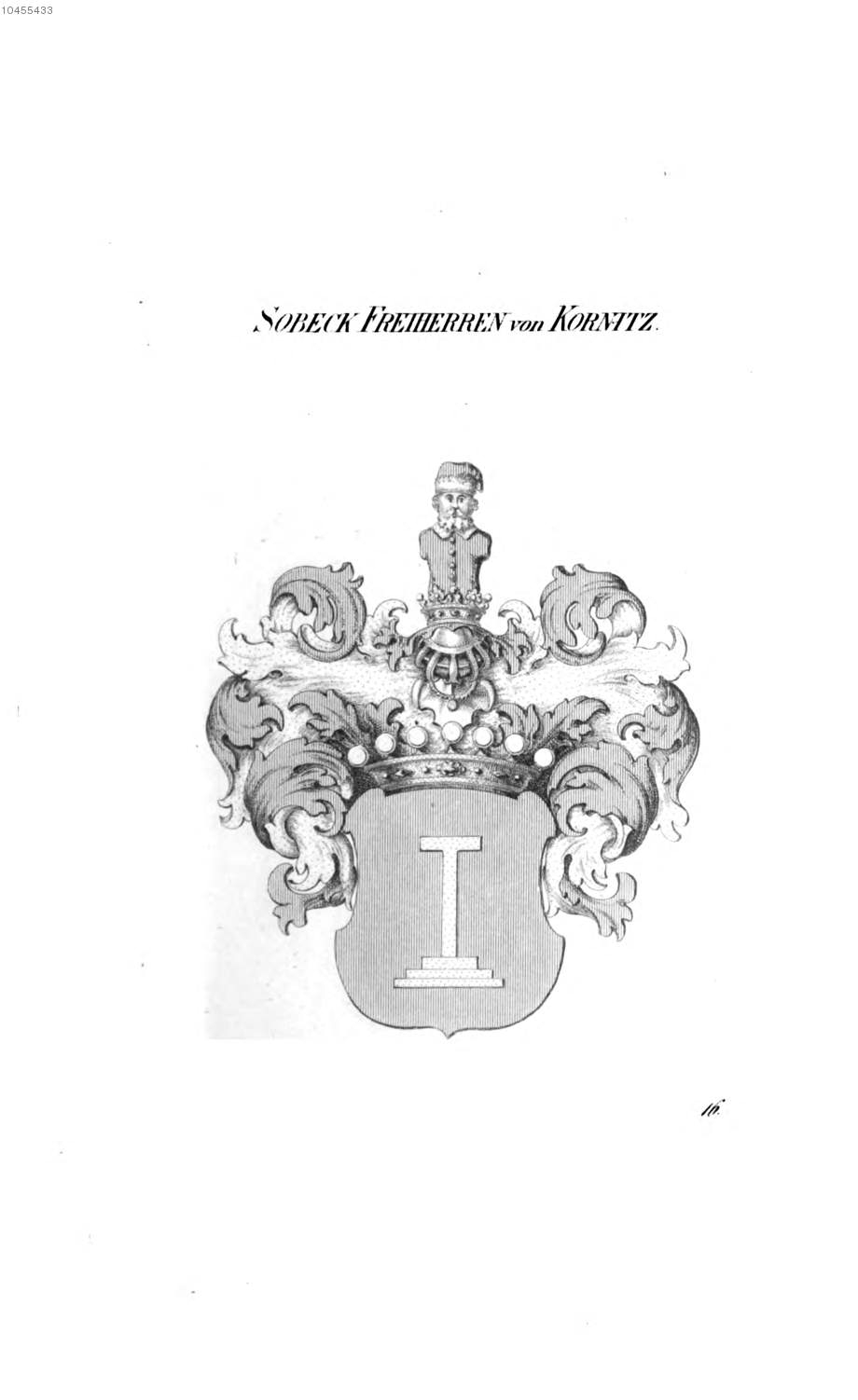
Wappen der Sobeck Freiherren von Kornitz
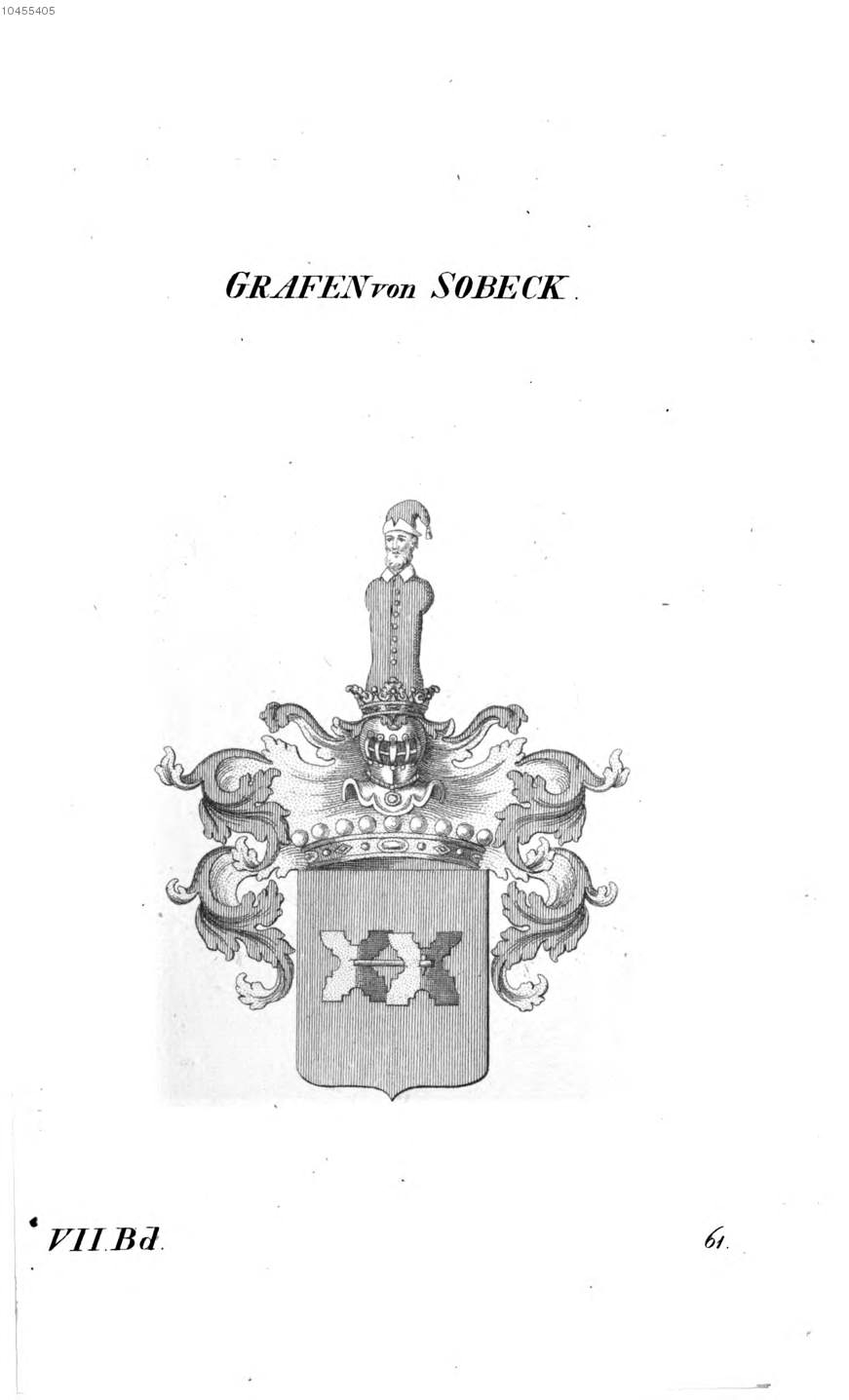
Wappen der Grafen von Sobeck
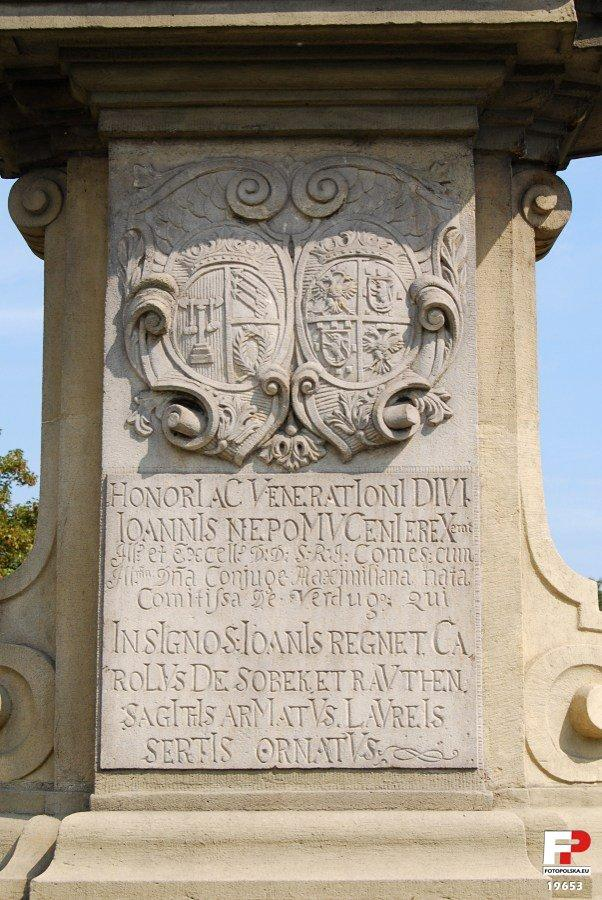
Sockel der Johannes-Nepomuk-Statue in Ratibor mit Wappen und Inschrift Rudolf von Sobek und Rauden
Herb Kornic

## Persönlichkeiten
- Alexander von Sobeck (* 1955), deutscher Journalist
- Karl Franz von Sobeck (1721–1778), königlich-preußischer Generalmajor
- Wilhelm von Sobeck (1799–1875), deutscher Gutsbesitzer und Politiker, Abgeordneter im Preußischen Herrenhaus